# Il tappabuchi
Il tappabuchi è stato uno storico programma televisivo di varietà scritto da Renzo Tarabusi e Giulio Scarnicci con la regia di Vito Molinari, trasmesso dal 4 febbraio al 26 marzo 1967. Andava in onda il sabato sul Programma Nazionale della RAI ed era condotto da Corrado con l'"aiuto presentatore" impersonato da Raimondo Vianello, com'era scritto nei titoli d'inizio; e prevedeva la partecipazione di Sandra Mondaini (solo fino alla terza puntata), Nanni Loy e Mariella Palmich. Ad uno dei balletti prendeva parte anche, truccato, Ugo Tognazzi (non accreditato nei titoli finali).

## Il programma
Nanni Loy proponeva alcune candid camera realizzate con la collaborazione di Mariella Palmich. A Vianello erano invece affidati gli sketch comici, ai quali prendeva parte anche Corrado: sono diventate un cult le scenette recitate sulla panchina, come quella dell'uomo dalle tre gambe, o del matto che pesca, e la parodia de I Promessi Sposi, in cui Vianello interpreta Lucia, mentre Corrado veste panni di Renzo con i capponi in mano.
A fine puntata Corrado conduceva il gioco La chiave nel cassetto per i concorrenti in studio, in cui si doveva scegliere tra due alternative: una somma in gettoni d'oro offerta da Corrado o il contenuto di un cassetto chiuso, che poteva variare da un pacchetto di fiammiferi ad un'autovettura Fiat 500. Si trattava dell'antesignano del fortunato "gioco della busta" proposto ad esempio da Michele Guardì anni dopo ne I Fatti Vostri. Nelle ultime puntate Corrado chiedeva un'estemporanea esibizione dei concorrenti in cambio dell'offerta di qualche gettone d'oro in più: forse iniziò così l'idea delle esibizioni dei dilettanti de La Corrida, avviata da Corrado l'anno successivo.
La sigla finale sceneggiata inaugura una serie fortunata che confluirà nei programmi televisivi futuri della coppia Mondaini-Vianello. La Rai, per gli utenti, ha reso disponibili 7 delle 8 puntate della trasmissione sulla piattaforma Rai Play: il nastro della terza risulta infatti irrimediabilmente compromesso.